# Distritos de Praga

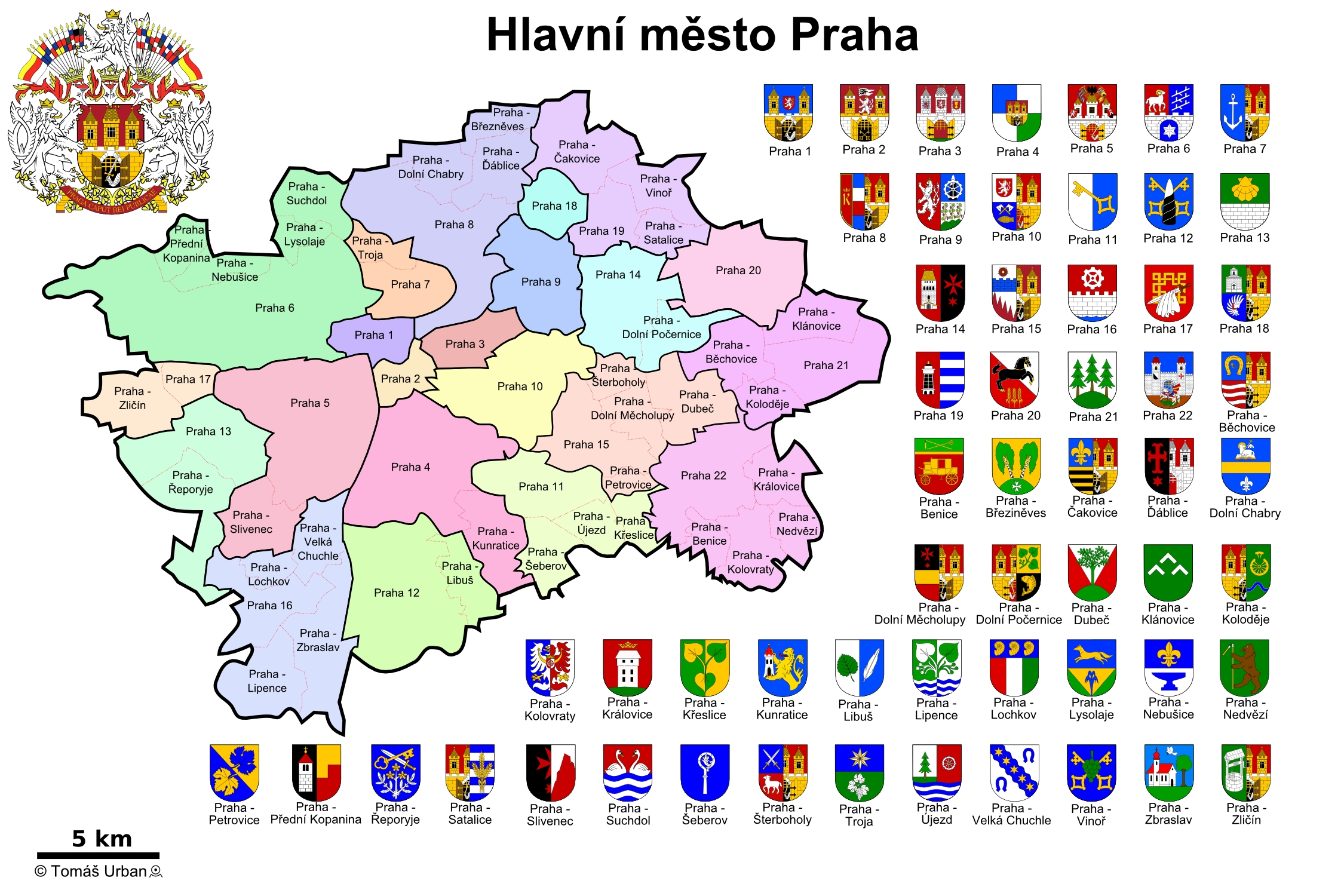
Mapa y heráldica de los distritos de Praga.

Praga cuenta con una estructura de gobierno local de dos o tres niveles, dependiendo de la zona de la ciudad. En la parte superior es el Juez de Paz de la Ciudad Capital de Praga (en checo: Magistrát hlavního města Prahy), que es responsable del transporte público, recolección de residuos, policía municipal, bomberos, servicios de ambulancias, actividades culturales, cuidado de los sitios históricos, el zoológico de Praga y otras actividades de importancia para toda la ciudad.
Desde 1990, la ciudad se ha dividido en 56 (desde 1992, 57) distritos municipales de autogobierno (en checo: městské části). Los distritos son responsables de los parques y la protección del medio ambiente, algunas de las actividades culturales y deportivas; actividades para las personas mayores, algunos programas sociales y de salud, cementerios o equipamiento para las escuelas. Otra actividad importante de los distritos municipales es la propiedad, el mantenimiento y, a veces, la venta de los bienes públicos, sobre todo vivienda pública.
Los 57 municipios han sido agrupados, desde 2001, en 22 distritos administrativos (en checo: správní obvody), con fines nacionales y de gobierno. Un distrito municipal en cada distrito administrativo tiene la responsabilidad de proporcionar ciertos servicios para todo el distrito administrativo. Estos servicios incluyen suministro de licencias de negocios, tarjetas de identidad y pasaportes. El término municipal con esa responsabilidad comparte nombre con el distrito administrativo al que sirve. Por ejemplo, el término municipal de Praga 19 ofrece esos servicios a los términos municipales de Praga 19, Praga-Čakovice, Praga-Satalice y Praga-Vinoř. Los residentes de Satalice pueden obtener placas de identificación en su barrio, pero deben ir a Kbely, sede del gobierno de Praga 19, para obtener una tarjeta de identidad.

## Distritos municipales y administrativos
| "Viejo" distrito | Distrito administrativo actual | Distrito municipal actual                                                                        |
| ---------------- | ------------------------------ | ------------------------------------------------------------------------------------------------ |
| Praga 1          | Praga 1                        | Praga 1                                                                                          |
| Praga 2          | Praga 2                        | Praga 2                                                                                          |
| Praga 3          | Praga 3                        | Praga 3                                                                                          |
| Praga 4          | Praga 4                        | Praga 4, Kunratice                                                                               |
| Praga 4          | Praga 11 (parte)               | Praga 11, Šeberov, Újezd u Průhonic                                                              |
| Praga 4          | Praga 12                       | Praga 12, Libuš                                                                                  |
| Praga 5          | Praga 5                        | Praga 5, Slivenec                                                                                |
| Praga 5          | Praga 13                       | Praga 13, Řeporyje                                                                               |
| Praga 5          | Praga 16                       | Praga 16 (anteriormente Radotín), Lipence, Lochkov, Velká Chuchle, Zbraslav                      |
| Praga 5          | Praga 17 (parte)               | Zličín                                                                                           |
| Praga 6          | Praga 6                        | Praga 6, Lysolaje, Nebušice, Přední Kopanina, Suchdol                                            |
| Praga 6          | Praga 17 (parte)               | Praga 17 (anteriormente Řepy)                                                                    |
| Praga 7          | Praga 7                        | Praga 7, Troja (el distrito Troja fue separado en 1992)                                          |
| Praga 8          | Praga 8                        | Praga 8, Březiněves, Dolní Chabry, Ďáblice                                                       |
| Praga 9          | Praga 9                        | Praga 9                                                                                          |
| Praga 9          | Praga 14                       | Praga 14, Dolní Počernice                                                                        |
| Praga 9          | Praga 18                       | Praga 18 (anteriormente Letňany), Čakovice (desde 2007 Čakovice es parte del distrito admin. 18) |
| Praga 9          | Praga 19                       | Praga 19 (anteriormente Kbely), Miškovice, Satalice, Vinoř, Třeboradice                          |
| Praga 9          | Praga 20                       | Praga 20 (anteriormente Horní Počernice)                                                         |
| Praga 9          | Praga 21                       | Praga 21 (anteriormente Újezd nad Lesy), Běchovice, Klánovice, Koloděje                          |
| Praga 10         | Praga 10                       | Praga 10                                                                                         |
| Praga 10         | Praga 11 (part)                | Křeslice                                                                                         |
| Praga 10         | Praga 15                       | Praga 15, Dolní Měcholupy, Dubeč, Petrovice, Štěrboholy                                          |
| Praga 10         | Praga 22                       | Praga 22 (anteriormente Uhříněves), Benice, Kolovraty, Královice, Nedvězí                        |

Notas: 

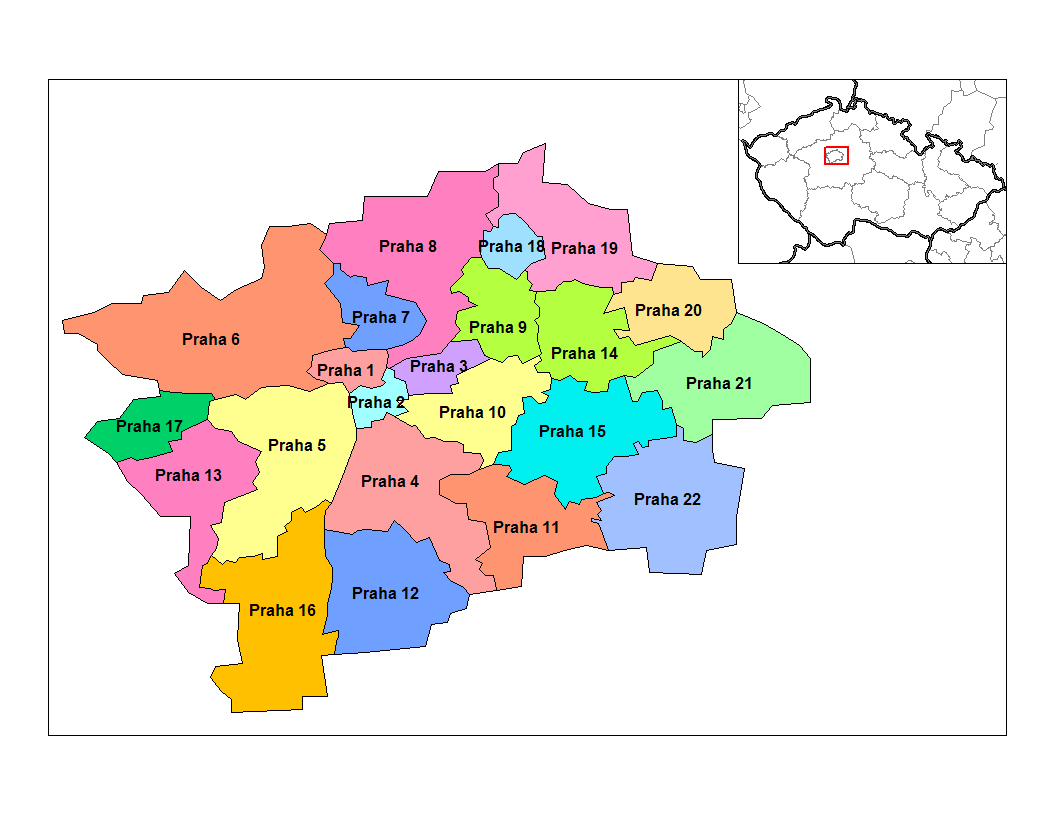
Distritos administrativos de Praga (en 2007)

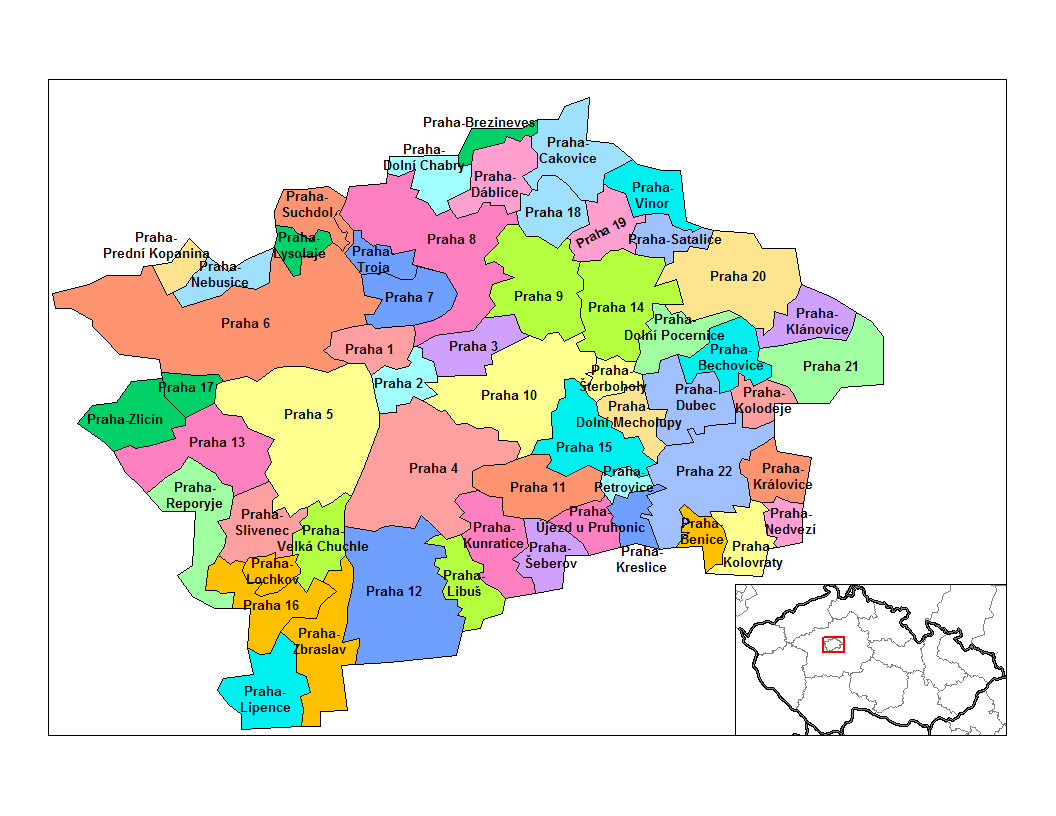
Distritos municipales de Praga

- En 2001, el gobierno checo ordenó que todos los distritos municipales que sirven distritos administrativos enteros deben tener el mismo nombre que el distrito administrativo. Por lo tanto, los términos municipales de Radotín, Řepy, Letňany, Kbely, Horní Počernice, Újezd nad Lesy y Uhříněves son ahora Praga 16 a 22, respectivamente. Los nombres antiguos persisten como los nombres de las zonas catastrales.
- Todos los distritos nombrados oficialmente comienzan con "Praga", o, en checo, "Praha-". Por lo tanto, el nombre oficial de Kunratice es "Praga-Kunratice" o "Praha-Kunratice".

## Lista de zonas catastrales

Mapa de zonas catastrales

Leyenda: zona catastral (año en que se unió a Praga) -- distrito municipal
- Hradčany (1784) – Praga 1, Praga 6
- Malá Strana (Pequeña ciudad) (1784) – Praga 1, Praga 5
- Nové Město (Ciudad nueva) (1784) – Praga 1, Praga 2, Praga 8
- Staré Město (Ciudad vieja) (1784) – Praga 1
- Josefov (Jewish Quarter) (1854) – Praga 1
- Vyšehrad (1883) – Praga 2
- Holešovice (1884) – Praga 7, Praga 1
- Libeň (1901) – Praga 8, Praga 9, Praga 7
- Bohnice (1922) – Praga 8
- Braník (1922) – Praga 4
- Břevnov (1922) – Praga 6, Praga 5
- Bubeneč (1922) – Praga 7, Praga 6
- Dejvice (1922) – Praga 6
- Hloubětín (1922) – Praga 14, Praga 9
- Hlubočepy (1922) – Praga 5
- Hodkovičky (1922) – Praga 4
- Hostivař (1922) – Praga 15
- Hrdlořezy (1922) – Praga 9, Praga 10
- Jinonice (1922) – Praga 5, Praga 13
- Karlín (1922) – Praga 8
- Kobylisy (1922) – Praga 8
- Košíře – Praga 5
- Krč (1922) – Praga 4
- Liboc (1922) – Praga 6
- Lhotka (1922) – Praga 4
- Malá Chuchle (1922) – Velká Chuchle
- Malešice (1922) – Praga 10, Praga 9
- Michle (1922) – Praga 4, Praga 10
- Motol (1922) – Praga 5
- Nusle (1922) – Praga 4, Praga 2
- Podolí (1922) – Praga 4
- Prosek (1922) – Praga 9
- Radlice (1922) – Praga 5
- Smíchov (1922) – Praga 5
- Sedlec (1922) – Praga 6, Suchdol
- Strašnice (1922) – Praga 10, Praga 3
- Střešovice (1922) – Praga 6
- Střížkov (1922) – Praga 9, Praga 8
- Troja (1922) – Troja, Praga 7
- Veleslavín (1922) – Praga 6
- Vinohrady (1922) – Praga 2, Praga 3, Praga 10, Praga 1
- Vokovice (1922) – Praga 6
- Vršovice (1922) – Praga 10, Praga 4
- Vysočany (1922) – Praga 9, Praga 3
- Záběhlice (1922) – Praga 10, Praga 4
- Žižkov (1922) – Praga 3, Praga 10
- Čimice (1960) – Praga 8
- Ruzyně (1960) – Praga 6
- Ďáblice (čtvrť) (1960/68) – Ďáblice
- Dolní Chabry (1960/68) – Dolní Chabry
- Holyně (1960/68) – Slivenec
- Kunratice (1960/68) – Kunratice
- Lysolaje (1960/68) – Lysolaje
- Řeporyje (1960/68/74) – Řeporyje, Praga 13
- Čakovice (1968) – Čakovice
- Dolní Měcholupy (1968) – Dolní Měcholupy, Dubeč
- Horní Měcholupy (1968) – Praga 15
- Letňany (1968) – Praga 18
- Libuš (1968) – Libuš
- Kbely (1968) – Praga 19
- Kyje (1968) – Praga 14
- Komořany (1968) – Praga 12
- Miškovice (1968) – Čakovice
- Modřany (1968) – Praga 12
- Nebušice (1968) – Nebušice
- Štěrboholy (1968) – Štěrboholy
- Třeboradice (1968) – Čakovice
- Velká Chuchle (1968) – Velká Chuchle
- Háje (1968/74) – Praga 11
- Petrovice (1968/74) – Petrovice
- Přední Kopanina (1968/74) – Přední Kopanina
- Běchovice (1974) – Běchovice
- Benice (1974) – Benice
- Březiněves (1974) – Březiněves
- Dolní Počernice (1974) – Dolní Počernice
- Dubeč (1974) – Dubeč
- Hájek (1974) – Uhříněves
- Horní Počernice – Praga 20
- Hostavice (1974) – Praga 14
- Chodov (1974) – Praga 11
- Cholupice (1974) – Praga 12
- Klánovice (1974) – Klánovice
- Královice (1974) – Královice
- Koloděje (1974) – Koloděje
- Kolovraty (1974) – Kolovraty
- Křeslice (1974) – Křeslice
- Lahovice (1974) – Zbraslav
- Lipany (1974) – Kolovraty
- Lipence (1974) – Lipence
- Lochkov (1974) – Lochkov
- Nedvězí (1974) – Nedvězí
- Písnice (1974) – Libuš
- Pitkovice (1974) – Uhříněves, Křeslice
- Radotín (1974) – Radotín
- Řepy (1974) – Praga 17, Praga 6
- Satalice (1974) – Satalice
- Slivenec (1974) – Slivenec
- Sobín (1974) – Zličín
- Stodůlky (1974) – Praga 13, Řeporyje
- Suchdol (1974) – Suchdol
- Točna (1974) – Praga 12
- Třebonice (1974) – Praga 13, Řeporyje, Zličín
- Uhříněves (1974) – Uhříněves
- Újezd nad Lesy (1974) – Praga 21
- Újezd u Průhonic (1974) - Újezd u Průhonice
- Vinoř (1974) – Vinoř
- Zadní Kopanina (1974) – Řeporyje
- Zbraslav (1974) – Zbraslav
- Zličín (1974) – Zličín
- Černý Most (formado en 1988 de partes de Kyje, Hostavice, Dolní Počernice y Horní Počernice) – Praga 14
- Kamýk (formado en 1989 de partes de Lhotka y Libuš) – Praga 12

Fuente: Kuča, Karl (2002). Města a městečka v Čechách, na Moravě a ve Slezsku Par-Pra (V. díl). ISBN 80-7277-039-X.
Más allá de estas 112 zonas catastrales, muchos otros asentamientos de Praga, barrios y urbanizaciones son percibidos como distritos, aunque no constituyan sus propias áreas catastrales. Es el caso, por ejemplo, de Barrandov, Spořilov, Sídliště Košík, Zahradní Město, Pankrác, Letná, Bubny, Zlíchov, Klíčov, Butovice, Klukovice, Kačerov, Jenerálka, Šárka, Strahov, Chodovec, Litochleby, Dubeček, Lázeňka, Netluky, Zmrzlík, Cikánka, Kateřinky, Hrnčíře, Pitkovičky, Lahovičky, Dolní Černošice, Kazín, Závist, Baně, Strnady y otros.

## Escudos

Praga 1
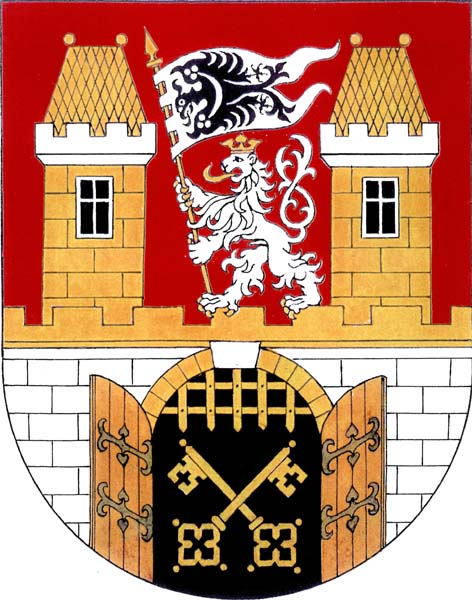
Praga 2
Praga 3
Praga 4
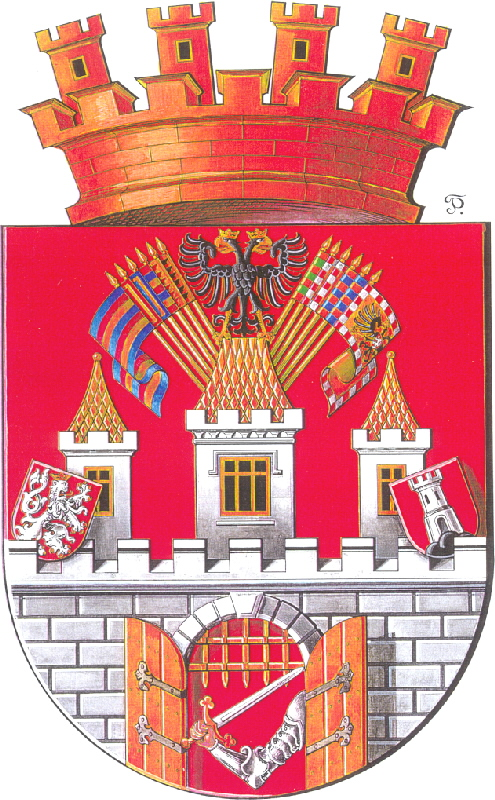
Praga 5
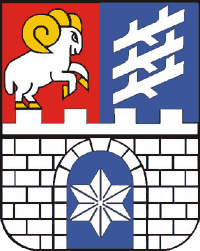
Praga 6
Praga 7
Praga 8
Praga 9
Praga 10
Praga 11
Praga 12
Praga 13
Praga 14
Praga 15
Praga 16
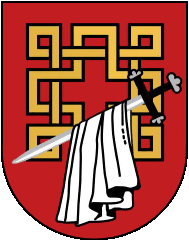
Praga 17
Praga 18
Praga 19
Praga 20
Praga 21
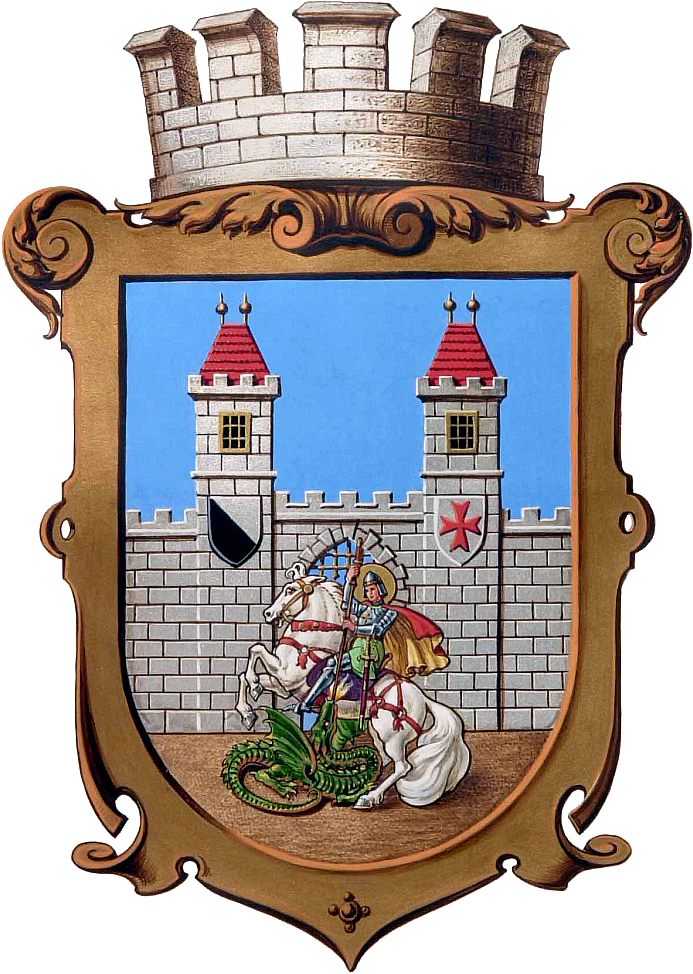
Praga 22

### Banderas

Praga 1
Praga 2
Praga 3
Praga 4
Praga 5
Praga 6
Praga 7
Praga 8
Praga 9
Praga 10
Praga 11
Praga 12
Praga 13
Praga 14
Praga 15
Praga 16
Praga 17
Praga 18
Praga 19
Praga 20
Praga 21
Praga 22